# Гіллеред

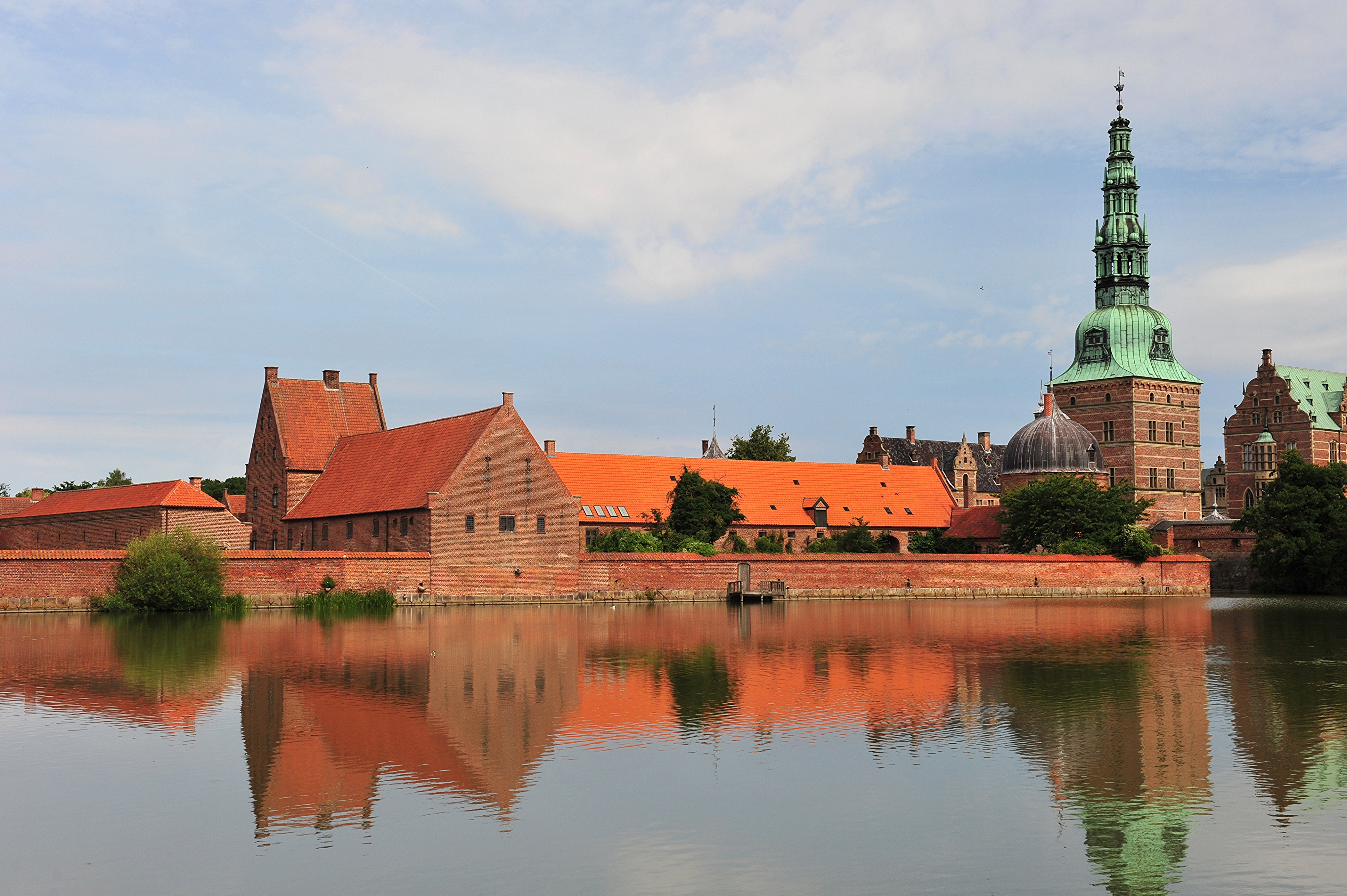
Вигляд замку з боку озера

Гіллеред дан. Hillerød) — місто в Данії, столиця Столичного регіону, адміністративний центр комуни Гіллеред. Населення 31 181 (2014).

## Історія
Попередником міста було село Гільдеред, що виникло у 1200-х роках. Назва походить від сполучення двох слів-імені Гільде та слова ред, що означає галявина посеред лісу. Назва вперше фіксується 1552 року.
1550 року поселення придбав король Фредерік, а його син Крістіан IV, знісши багато старих будівель, впродовж 1602-1625 рр. зводив новий замок та палац.
Місто ніколи не мало статусу купецького міста, однак процівітало завлдяки привіляем, наданих данськими монархами.
З 1671 по 1840 рр. в церкві палацу відбувались урочисті церемонії сходження на престол нових монархів Данії та Норвегії.
З 1778 по 1902 роки місто мало іншу назву - Фредеріксбог біля замку. 1778 року було утворено міську раду, а 1787 року-затверджено герб, що зображує цвітіння бузини.
8 червня 1864 року у місті було відкрито залізничну станцію. Містом пролягла лінія, що сполучила Копенгаген та Гельсінгер. Це сприяло підвищення значення міста як місцевого торговельного центру.
У місті з'явилися нові підприємства. 1877 року було відкрито завод сільськогосподарської техніки Nordstens Fabrikker. 1896 року було відкрито бійню та м'ясокомбінат.
Сьогодні Гіллеред є важливим культурним центром. Окрім історичних пам'яток, у місті є культурна інституція "Hillerød Viden og Kulturpark". Це є осередком культурного життя міста, місце проведення виставок, семінарів, музичних заходів. У місті функціонує Музей національної історії.

## Пам'ятки та визначні місця
- Замок Фредеріксборг (16-19 ст.)
- Руїни абатства Ебельхольт (12-16 ст.);
- Абатство Есрум (12-16 ст.);
- Ратуша.